# Момичета от класа
„Момичета от класа“ (на английски: High Fidelity) е американско-британски трагикомичен филм от 2000 г. на режисьора Стивън Фриърс. Филмът се основава на романа „Ега ти животът“ (High Fidelity, 1995) на Ник Хорнби, като действието е преместено от Лондон в Чикаго, а фамилното име на главния герой е сменено от Флеминг на Гордън.

## Актьорски състав
| Актьор             | Роля              |
| ------------------ | ----------------- |
| Джон Кюзак         | Роб Гордън        |
| Ибен Йейле         | Лора              |
| Джак Блек          | Бари Джъд         |
| Тод Луизо          | Дик               |
| Катрин Зита-Джоунс | Чарли Никълсън    |
| Лиза Боне          | Мари Десал        |
| Сара Гилбърт       | Ано Мос           |
| Лили Тейлър        | Сара Кендрю       |
| Джоан Кюсак        | Лиз               |
| Тим Робинс         | Иън „Рей“ Реймънд |

## Награди и номинации
| Категория                              | Номиниран(и)                                             | Резултат                               |
| Награда на БАФТА (25 февруари 2001 г.) | Награда на БАФТА (25 февруари 2001 г.)                   | Награда на БАФТА (25 февруари 2001 г.) |
| -------------------------------------- | -------------------------------------------------------- | -------------------------------------- |
| Най-добър адаптиран сценарий           | Д.В. Девинсентис, Стив Пинк, Джон Кюзак и Скот Розенбърг | номинация                              |
| Златен глобус (21 януари 2001 г.)      |                                                          |                                        |
| Най-добър актьор в мюзикъл или комедия | Джон Кюзак                                               | номинация                              |
| Емпайър (19 февруари 2001 г.)          |                                                          |                                        |
| Най-добър филм                         | Най-добър филм                                           | номинация                              |
| Най-добър актьор                       | Джон Кюзак                                               | номинация                              |